# Robert Cleveley
Robert Cleveley (Deptford, 25 dicembre 1747 – Dover, 28 settembre 1809) è stato un pittore e militare britannico specializzato in dipinti di stile marinaro. Fu pittore ufficiale del Duca di Clarence e del Principe reggente.

## Biografia
Nacque a Dover il 25 dicembre 1747, in seno ad una famiglia di artisti in quanto suo padre era John Cleveley il Vecchio (1712-1777),  e suo fratello fu John Cleveley il Giovane (1747-1786). Suo fratello John trasse insegnamento dagli acquerelli di Paul Sandby, che fu suo insegnante presso la Royal Military Academy di Woolwich. 
Suo padre lavorava nel cantiere navale di Deptford come falegname, e così introdusse Robert nel lavoro in cantiere come addetto al calatafaggio delle navi. Preso in giro dagli altri lavoratori per il fatto di indossare i guanti durante il lavoro, nel 1770 lasciò l’impiego arruolandosi volontariamente come impiegato nella Royal Navy. Il suo primo servizio fu, tra il 1770 e il 1773, a bordo della fregata Thames sotto gli ordini del capitano William Locker e subito dopo sotto il capitano George Vandeput durante il viaggio compiuto a bordo del vascello da 64 cannoni Asia nelle Indie occidentali e in Nord America. Con Vandeput strinse una forte amicizia che durò per tutta la vita. Quando l'Asia ritornò in Gran Bretagna nel 1777, e gli iniziò una doppia carriera come commissario di bordo sulle varie navi in forza alla Home Fleet e come pittore di ambito marittimo. Questo significava che poteva esporre le sue opere come "Robert Cleveley of the Navy".  Durante la Guerra d'indipendenza americana prese parte all’assedio di Gibilterra (1779-1783)  e fu poi afflitto dai reumatismi per tutto il resto della sua vita
Specializzato in battaglie navali,  nel 1764 tenne una esposizione presso la Free Society of Artists e nel 1780 presso la Royal Academy of Arts, che si trova presso la Burlington House di Piccadilly, Londra, e molte delle sue opere furono riprodotte su incisioni. Come suo fratello John sfruttò la presenza del loro fratello James come carpentiere durante il terzo viaggio compito dal Capitano James Cook per ottenere l'accesso all'arte prodotta durante il viaggio al fine di sfruttare commercialmente la grande richiesta di immagini dei Mari del sud 
Compì ancora occasionali viaggi con il capitano Vandeput, e servì come assistente del Direttore di cucina dell’entourage reale quando il Panfilo reale Princess Augusta imbarcò, nel mese di luglio-agosto 1783, il principe William Henry, futuro Duca di Clarence, ad Hannover. Questo movimento all’interno dei circoli reali lo portarono, in seguito, ad essere pittore marittimo ("Marine Draughtsman") ufficiale del Duca di Clarence e poi del Principe reggente. Morì a Dover il 28 settembre 1809 in seguito ad una caduta accidentale da una scogliera.

## Galleria d'immagini

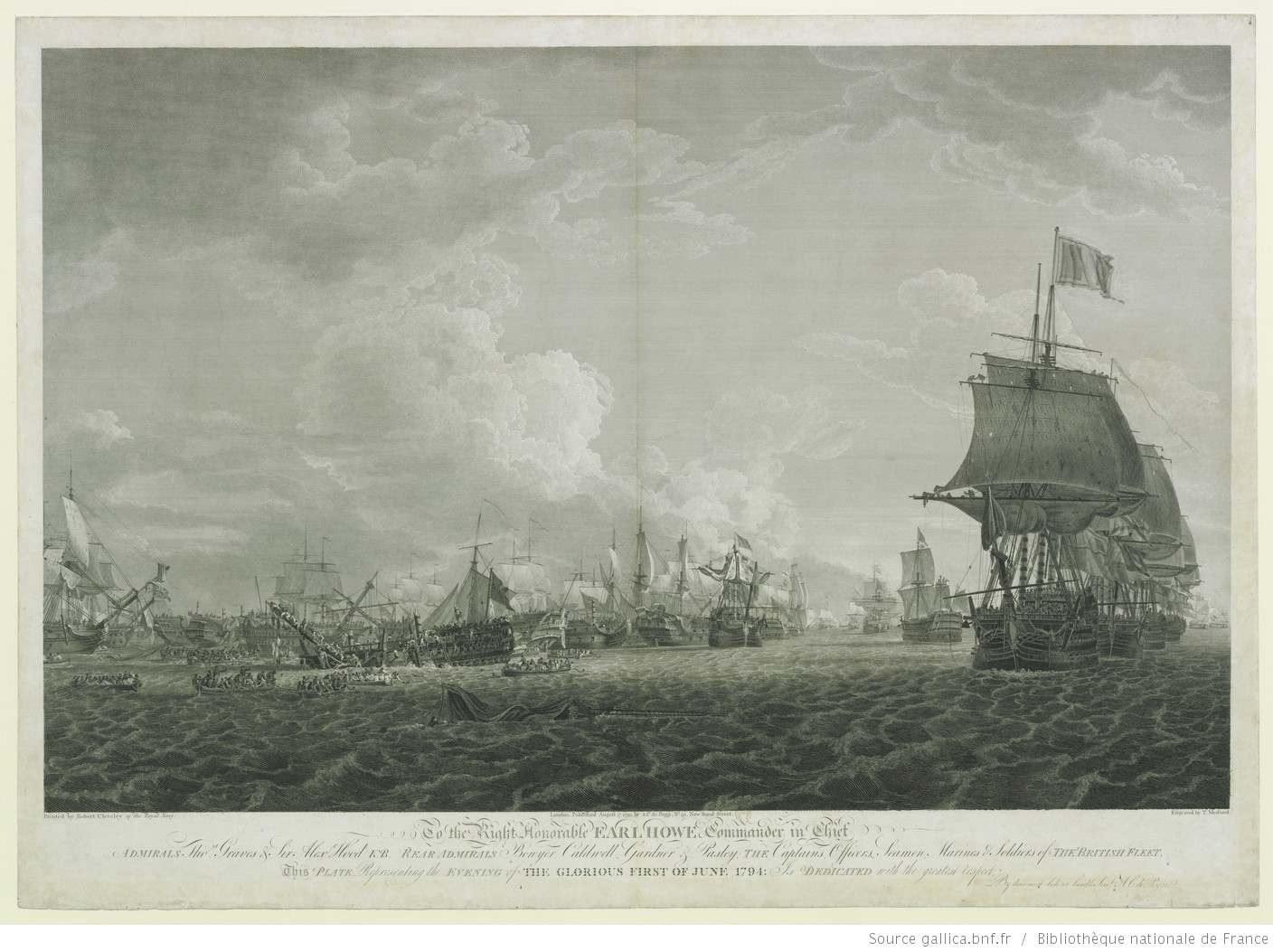
"The Glorious First of June 1794"
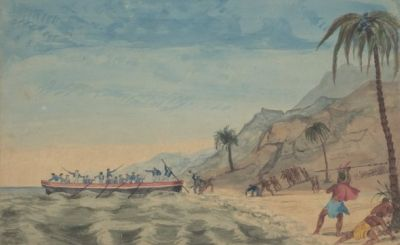
"The attempt by Capt. Bligh of the Bounty who with 18 sailors had been set adrift in an open boat on April 28th, 1789, to land on Tofoa"
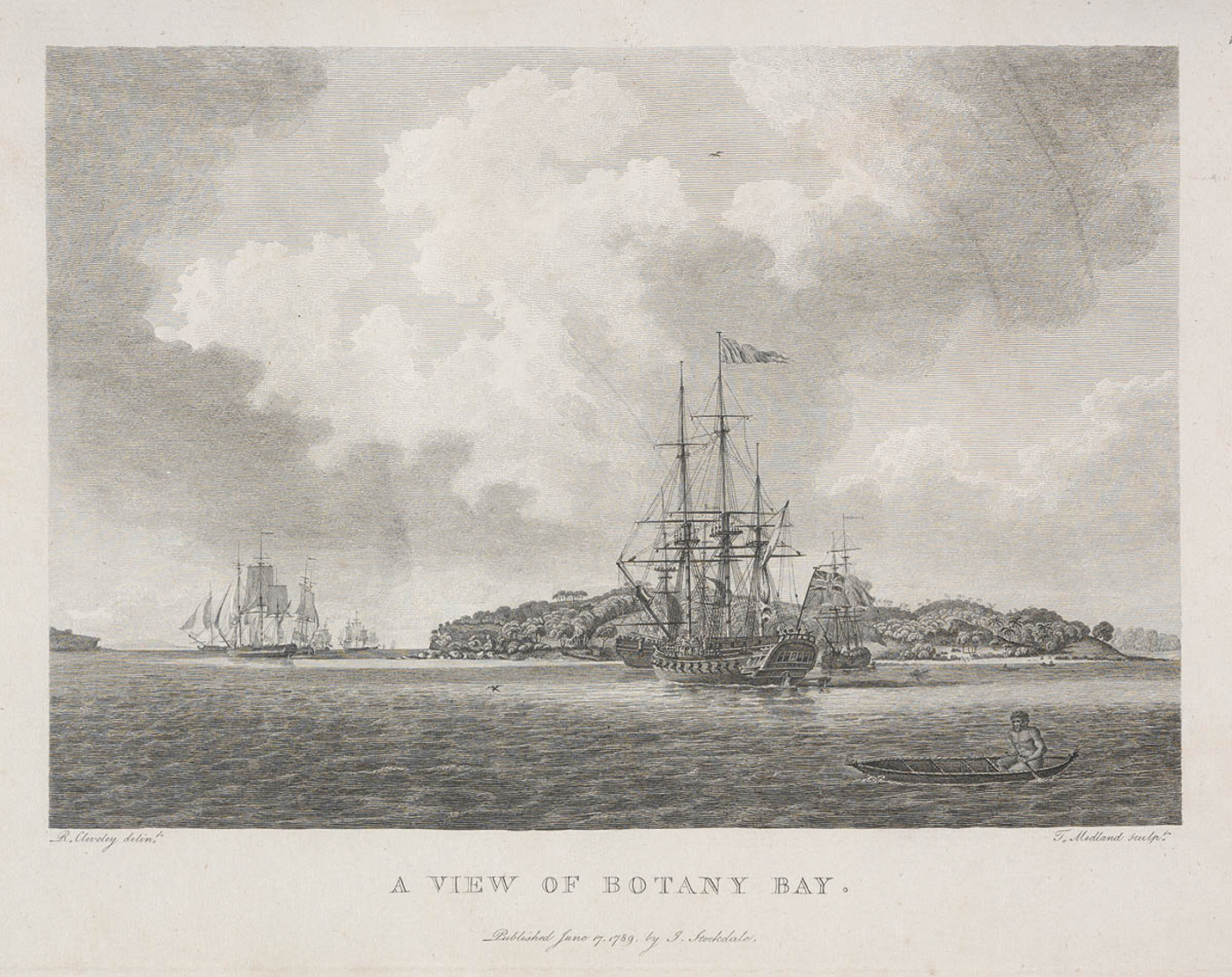
"Una vista di Botany Bay" (1789), esposta nella collezione del "Mariners' Museum", Newport News, Virginia, Stati Uniti d'America

### Annotazioni
1. ↑  E forse anche Robert.
2. ↑  Locker fu protettore di numerosi artisti, e probabilmente anche di John Cleveley il Vecchio.
3. ↑  Anche se occasionalmente ha prodotto dipinti di occasioni avvenimenti navali reali, come ad esempio "Veduta della flotta a Spithead. Saluto militare a Re Giorgio III durante la Rivista Navale del 1793", ora esposto al National Maritime Museum di Greenwich.
4. ↑  Ad esempio nel 1789 dipinse "Una vista di Botany Bay".

### Fonti
1. 1 2 3  The Monthly Mirror, March 1810, p. 53.
2. 1 2 3 4 5 6  Leslie 1887, p. 53.
3. 1 2 3  Ayres 2014, p. 236.
4. 1 2 3  Tracy 2007, p. 72.
5. ↑  Colledge, Warlow 2006, p. 22.
6. ↑  The Monthly Mirror, March 1810, p. 164.
7. 1 2 3 4  Leslie 1887, p. 54.
8. 1 2 3 4  Ayres 2014, p. 237.